# 다이에이정 (돗토리현)
다이에이정(大栄町)은 돗토리현 중앙에 위치했던 정이며, 도하쿠군에 속했다.
2005년 10월 1일에 호조정을 합병해 호쿠에이정이 되어 소멸하였다.
전후부터 서일본 유수의 수박(다이에이 수박)의 산지로서 발전하였으며, 또한 만화 《명탐정 코난》으로 알려진 만화가 아오야마 고쇼의 출신지이며 「코난의 마을」 구상으로 마을을 운영해 왔다.

## 지리
돗토리현 중앙부(현 중심부인 구라요시시의 거의 북서쪽)에 위치해 히라가나의 구노자 가가미모지와 거의 흡사한 지형.중심 쪽 남북으로 유라 강이 흐르고 서일본 여객철도(JR 서일본) 산인 본선이 동서로 횡단하고 있다.시가지는 거의 유라역·동사무소 주변 및 국도 9호선에 집중되어 있다

## 역사
- 1955년 5월 1일 - 2개의 촌이 합병해 다이에이정이 성립하였다.
- 1959년 4월 1일 - 유리정이 합병해 새로운 다이에이정이 성립하였다.
- 2005년 10월 1일 - 호조정과 합병해 호쿠에이정이 성립하였다. 동일 다이에이정은 폐지되었다. 합병 후의 본청사는 구 다이에이 정사무소에 놓여졌다.

## 교통

### 철도
- 서일본 여객철도 산인 본선

### 도로
- 국도 9호선